# 魚津市立吉島小学校
魚津市立吉島小学校（うおづしりつ きちじましょうがっこう）は、富山県魚津市吉島にかつて存在した公立小学校。

## 概要
- 魚津市の加積小学校と天神小学校を統合した学校で、加積地区と天神地区を通学区域としていた。
- 2016年（平成28年）4月に片貝小学校・西布施小学校と統合し、新たに「清流（せいりゅう）小学校」としてスタート[1]。

## 沿革
魚津市立加積小学校
加積地区を通学区域とした学校。現在の新川高等学校の敷地。
個別に出典が提示されていない箇所の出典→
- 1874年2月1日 - 加積の神保宅の北西側に吉島小学校創設。校下は道坂、横枕、袋、六郎丸、吉島、相ノ木、上村木、江口、西尾崎、印田、三田、本江の12ヶ村の連合。
- 1875年12月 - 道坂を校区から分離。
- 1876年9月 - 32坪平屋建ての校舎に60坪を増築。
- 1878年2月 - 2階建て校舎増築。
- 1887年4月 - 尋常科4年まで啓発小とし、簡易科3年の吉島小学校とした。
- 1892年10月 - 加積尋常小学校に改称。道坂、横枕、袋、田地方、六郎丸、吉島、相ノ木、上村木、西尾崎9ヶ村を通学区とする。
- 1894年 - 54坪2階建ての校舎を新築。
- 1912年 - 82.5坪の平屋を増築。
- 1927年4月 - 高等科を併置し、加積尋常高等小学校に改称。
- 1928年12月 - 110坪の2階建校舎を増築。
- 1941年4月 - 加積国民学校に改称。
- 1947年4月 - 加積村立加積小学校に改称し、高等科を廃止。同時に加積中学校を併置。
- 1952年4月 - 魚津市立加積小学校に改称。
- 1953年7月 - 講堂、音楽室増築。
- 1957年2月 - 校舎移築および増改築[3]。
- 1959年9月 - 校舎増築[3]。

吉島小学校への統合直前時点では647坪の延床面積となっていた。
魚津市立天神小学校
天神地区を通学区域とした学校。現在の天神公民館の敷地。
個別に出典が提示されていない箇所の出典→
- 1873年10月3日 - 天神野新東尾崎、木下新、東山、青柳、小川寺、蛇田の7村連合により天神野新村の関口三郎兵衛家屋の1室を借り受け、三省小学校創設。
- 1878年
  - 3月 - 小川寺、蛇田の2村を分離し、小川寺村に生々小学校、蛇田に耕文小学校設立。
  - 9月 - 東山村、青柳村を分離し、左記2村を通学区域とした成器小学校設立。
- 1887年4月 - 天神野新簡易小学校設立。
- 1890年4月3日 - 天神野新、三省、成器の三小学校が合併。天神簡易小学校となる。通学区域は天神野新、東山、東尾崎、青柳、木下新の5ヶ村。
- 1892年10月 - 天神尋常小学校に改称し、全村1校となったが、冬季通学の不便から東山分教場を開設。
- 1914年12月 - 校舎改築。
- 1941年4月 - 天神国民学校に改称。
- 1943年4月 - 高等科を置く。
- 1947年4月 - 高等科を廃止し、天神村立天神小学校に改称。
- 1952年 - 魚津市立天神小学校に改称
- 1953年6月 - 講堂、音楽室の新築落成[3]。
- 1955年6月 - 旧講堂を理科室、普通教室に改築。給食炊事場新築[3]。
- 1956年6月 - 市水道の通水により校内に水道施設設置[3]。
- 1966年7月 - 保健室の新築[3]。
- 1969年 - この時点での校下区域は東山、青柳、天神野新、東尾崎、木下新、立石[4]。

魚津市立吉島小学校
個別に出典が提示されていない1979年までの箇所の出典→
- 1970年
  - 3月 - 加積･天神両小学校統合し、吉島小学校を設立することを議決。
  - 4月1日 - 吉島小学校発足。新学期より加積教場、天神教場として分散授業開始[5]。
- 1971年
  - 3月 - 鉄筋3階建て9教室の校舎第1期工事完成。
  - 12月 - 第2期工事完成。
- 1972年
  - 1月 - 新築校舎へ移転。
  - 8月 - 運動場完成。
  - 12月 - 体育館完成（第3期工事）。
- 1974年7月 - プール完成。
- 1975年10月 - 校旗樹立、校歌制定。
- 1976年11月 - 中庭造成、「大望の像」建立。
- 1977年7月 - ソフトボール用バックネット完成。
- 1978年3月 - 第4期工事（図工外室）完成。
- 1979年1月 - テレビ放送施設完成。
- 1996年 - 校舎改築・校庭一部改装
- 2007年 - スキー山撤去
- 2013年度 - 校舎の耐震補強が完了[6]
- 2016年3月25日 - 魚津市立清流小学校への統合に伴い、閉校。校舎はそのまま清流小学校の校舎として使用される。

## 周辺
- 富山県道128号阿弥陀堂魚津停車場線
- 国道8号魚津バイパス
- 富山労災病院
- 新川高等学校